# Sarmiento de Gamboa
Pour les articles homonymes, voir Pedro Sarmiento de Gamboa.

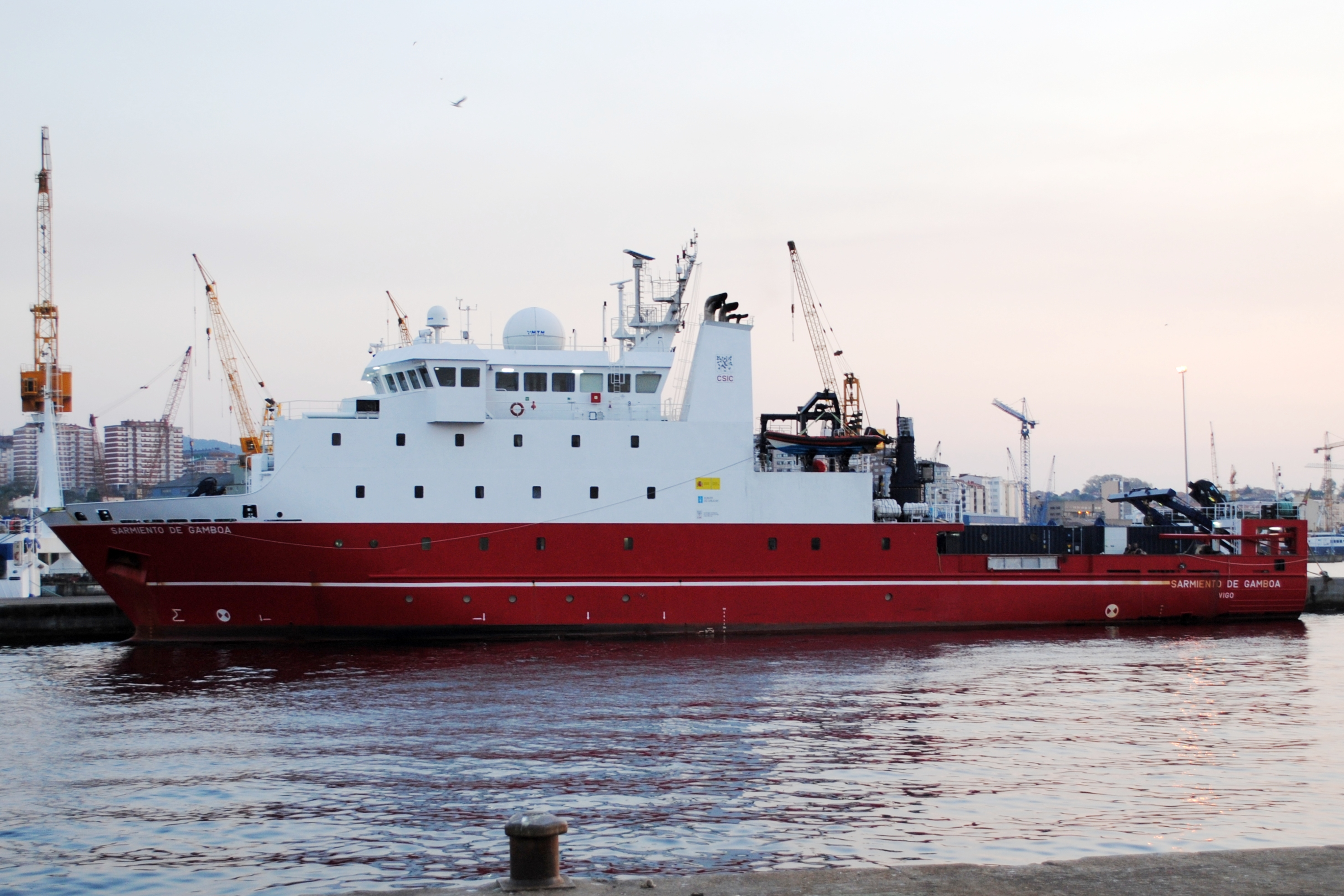

Le Sarmiento de Gamboa est un navire océanographique de la Marine espagnole géré par le Conseil supérieur de la recherche scientifique, dépendant du Ministère de la Science (Espagne).

## Description
Il tire son nom de l'explorateur Pedro Sarmiento de Gamboa.